# Sent Pèire de la Fuèlha
Sent Pèire de la Fuèlha (en francès Saint-Pierre-Lafeuille) és un municipi francès situat al departament de l'Òlt i a la regió d'Occitània.
El municipi té Sent Pèire de la Fuèlha com a capital administrativa, i també compta amb els agregats de Bèlafont, Mastac, los Tardius, los Pogencs i lo Mas de la Comba.

## Demografia
| 1962                                       | 1968 | 1975 | 1982 | 1990 | 1999 | 2006 |
| ------------------------------------------ | ---- | ---- | ---- | ---- | ---- | ---- |
| 75                                         | 94   | 123  | 182  | 217  | 292  | 331  |
| Des de 1962: població sense dobles comptes |      |      |      |      |      |      |

## Administració
| Període | Identitat    | Partit |
| ------- | ------------ | ------ |
| 2001-   | Joël Gilbert |        |